# Distretto di El Harrach
Il distretto di El Harrach è un distretto della provincia di Algeri, in Algeria, con capoluogo El Harrach.

## Comuni
Il distretto di El Harrach comprende 4 comuni:
- El Harrach
- Bachdjerrah
- Bourouba
- Oued Smar